# 로스앤젤레스 갤럭시
로스앤젤레스 갤럭시(Los Angeles Galaxy)는 메이저 리그 사커에 소속된 미국의 프로축구단으로 캘리포니아주 로스앤젤레스를 연고지로 한다. 약칭 LA 갤럭시(LA Galaxy)로 널리 통용되고 있다.
홈구장은 디그니티 헬스 스포츠 파크이며 캘리포니아주 카슨에 위치해 있다. 클럽 명칭에서 "갤럭시(Galaxy)"는 로스앤젤레스의 명소인 할리우드에 연예인 스타들이 많은 것을 "은하"로 비유한 것에서 유래된다.

## 역사
로스앤젤레스 갤럭시는 1994년 6월 15일에 창단된 메이저 리그 사커의 10개 원년 클럽 중의 하나이다.
로스앤젤레스 갤럭시 소속으로 활동했던 선수 가운데 가장 큰 액수로 영입한 선수는 데이비드 베컴이다. 로스앤젤레스 갤럭시가 베컴 영입을 시도하자 메이저 리그 사커의 팀 연봉 상한 제도에 문제가 생겼다. 이를 해결하기 위해 메이저 리그 사커는 각 팀에서 지정한 선수 1명의 연봉은 팀 연봉 상한 제도에 포함되지 않도록 하는 지정 선수규정 일명 베컴 규정이 새로 도입되었고, 이 규정을 처음 적용한 팀이 로스앤젤레스 갤럭시이다.
랜던 도너번, 데이비드 베컴 (현 인터 마이애미 구단주), 아벨 사비에르 등이 대표 선수이며 대한민국의 수비수 홍명보 (현 대한축구협회 전무이사)가 2003년부터 은퇴할 때까지 활동했던 팀으로 유명하다.
2009 MLS 준우승을 차지하여 2010-11 시즌 CONCACAF 챔피언스리그 출전권을 획득하였으나, 푸에르토리코 아일랜더스에게 4-1로 패하고 2-1로 승리하여, 예선 라운드에서 탈락하였다.

## 우승 기록
- CONCACAF 챔피언스리그 (1): 2000
- MLS컵 (5): 2002, 2005, 2011, 2012, 2014
- MLS 서포터스 실드 (4회): 1998, 2002, 2010, 2011
- US 오픈컵 (2): 2001, 2005

## 선수단

### 현재 소속 선수 명단
2025년 5월 4일 기준.

참고: FIFA 자격 규정에 따라 소속된 국가대표팀 국기를 표시합니다. 선수는 복수의 FIFA 비회원국 국적을 가지고 있을 수 있습니다.
| 번호 | 포지션 | 국적 | 이름                |
| ---- | ------ | ---- | ------------------- |
| 4    | DF     |      | 요시다 마야         |
| 9    | FW     |      | 마테우스 나스시멘토 |

| 번호 | 포지션 | 국적 | 이름 |
| ---- | ------ | ---- | ---- |

## 역대 감독
| 감독                     | 임기        |
| ------------------------ | ----------- |
| 브루스 어리나            | 2008 ~ 2016 |
| 기예르모 바로스 스켈로토 | 2019 ~ 2020 |

## 홈경기장
| 경기장                    | 사용기간      | 장소                  | 팅명                | 비고                                                       |
| ------------------------- | ------------- | --------------------- | ------------------- | ---------------------------------------------------------- |
| 로즈 볼                   | 1996년~2002년 | 캘리포니아주 패서디나 | 로스앤젤레스 갤럭시 | 빈칸                                                       |
| 디그니티 헬스 스포츠 파크 | 2003년~현재   | 캘리포니아주 카슨     | 로스앤젤레스 갤럭시 | 홈 디포 센터 (2003년~2013년) 스텁허브 센터 (2013년~2018년) |

## 유나이티드 사커 리그제휴팀
- 로스앤젤레스 갤럭시 II (카슨, 캘리포니아)

## 외부
- (영어) 로스앤젤레스 갤럭시 공식 웹사이트

틀:로스앤젤레스 갤럭시
틀:로스앤젤레스 갤럭시 감독